# 尼古拉耶夫卡區 (敖德薩州)

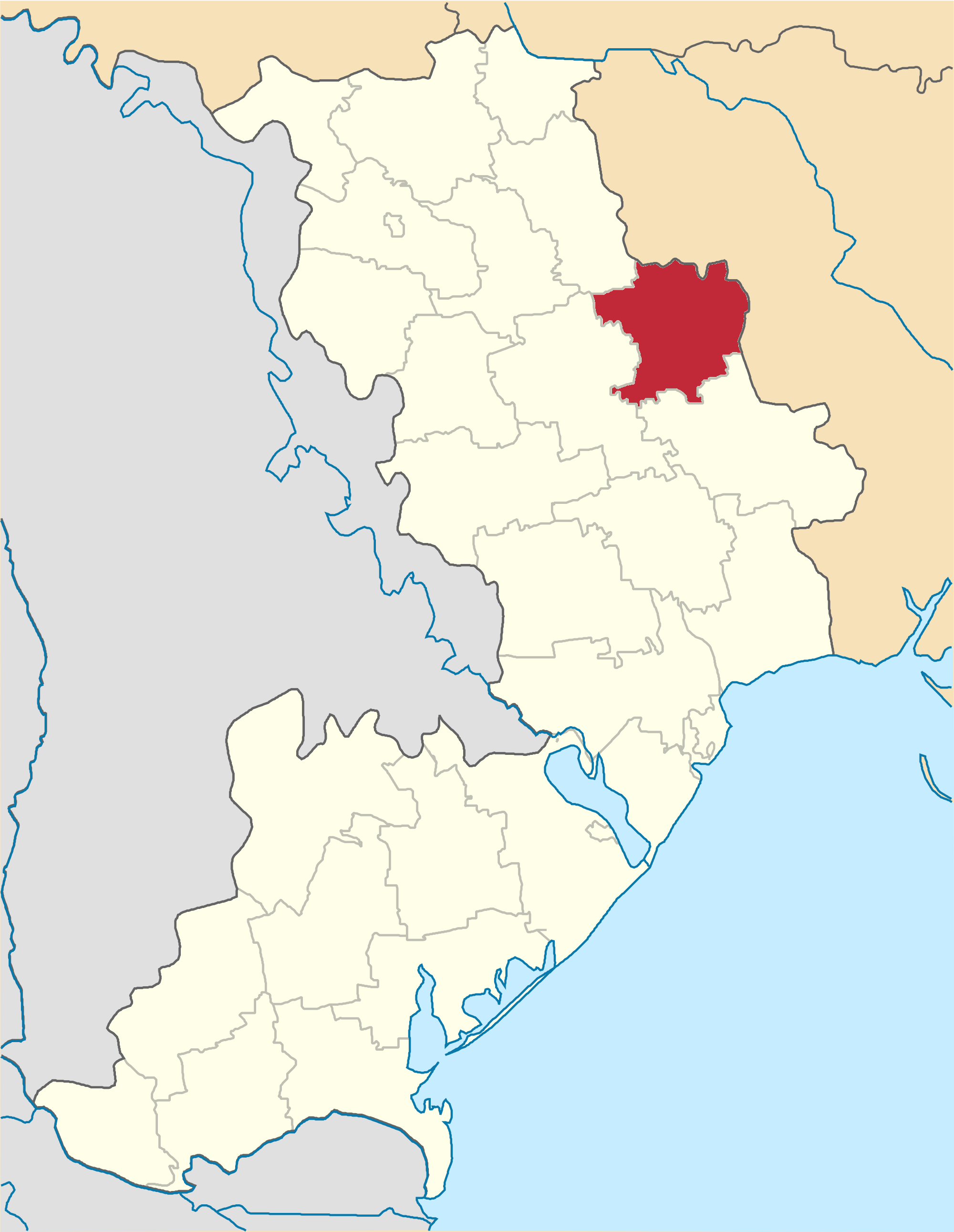
撤销前米科拉伊夫卡區在敖德萨州的位置

尼古拉耶夫卡區（烏克蘭語：Миколаївський район），或译米科拉伊夫卡区，是烏克蘭西南部敖德薩州的一個旧區，行政中心为尼古拉耶夫卡，面積1,093平方公里，2013年人口16,358，人口密度每平方公里14.97人。
该区在2020年7月18日的乌克兰行政区划改革中被撤销，改革后敖德萨州下分为7个区，尼古拉耶夫卡區合并至贝雷济夫卡区。